# Jack Benoliel
Jacobo "Jack" Benoliel (Juan Bautista Alberdi (Buenos Aires), 20 de marzo de 1928-Buenos Aires, 2 de octubre de 2017) de nombre completo Jacobo Levi Benoliel fue un periodista y escritor argentino. Además, fue una reconocida figura de la cultura del país, divulgador del simbolismo de la bandera argentina, junto a Miguel Carrillo Bascary, expresidente de la Junta de Historia de Rosario.

## Biografía
Nació el 20 de marzo de 1928 en Juan Bautista Alberdi (Buenos Aires).
Se graduó como maestro en la Escuela Normal Nicasio Oroño, de Villa Constitución y como licenciado para el Servicio Consular en la Facultad de Ciencias Económicas, Comerciales y Políticas de Rosario (Santa Fe).
Durante 30 años, por Canal 3 de Televisión de Rosario, tuvo a su cargo una exposición semanal sobre Historia Argentina y Literatura Universal.
Es autor del libro Ensayando ensayos, bajo el patrocinio de la Universidad Nacional de Rosario y del libro Reflexiones a Tiempo, con prólogo del Dr. Iván Cullen, prestigioso constitucionalista.
Al cumplirse el 150.º aniversario de la ciudad de Rosario, disertó en el Salón de los Pasos Perdidos del Congreso de la Nación.
Fue invitado por la Asociación Sanmartiniana, a integrar el Cruce de los Andes a lomo de mula, concediéndosele el honor de descubrir la placa alusiva al Bicentenario de la Revolución de Mayo en el Cristo Redentor, a más de 3000 metros de altura sobre el nivel del mar.
Se le entregó el "Monumento de Cristal" en la Galería de las Banderas de América como homenaje a su permanente exaltación del simbolismo del Monumento Nacional a la Bandera.
Pronunció conferencias en varias universidades del país, escuelas e instituciones.
G.A.O. (Grupo Argentino de la Oratoria), lo distinguió junto al Dr. Carlos Alberto Loprete, de la ciudad de Buenos Aires, con el título de "Maestros de la Cultura", el 15 de abril de 2008. 
Recibió la Medalla conmemorativa del "Gral. Manuel Belgrano", de manos del descendiente (chosno) del prócer, Manuel Belgrano, en acto realizado en el Monumento Nacional a la Bandera. 
Fue integrante de la D.A.I.A.( Delegación de Asociaciones Israelitas Argentinas ). Actualmente integra la Comisión de Cultura del Círculo Médico. Benoliel es colaborador asiduo de los diarios La Capital y El Ciudadano, así como de la Revista Rosario.
Fue profesor de "Sociología y Ciencia Política" en el Instituto Superior Técnico Nº 18, de "Teoría de la Información y Comunicación" en la Facultad de Derecho y Ciencias Políticas de la Universidad Nacional de Rosario; de "Instrucción Cívica" en la Escuela de Policía de Rosario, y  de "Ética Periodística", en la Escuela de Periodismo del Círculo de la Prensa de esa ciudad.[cita requerida]
El 23 de septiembre de 2009, el Concejo Municipal de Rosario, lo declaró “Escritor y Periodista Distinguido” de la ciudad.
Desde 2010 presidió la Junta de Historia de Rosario. En el momento de su muerte ocupaba la vicepresidencia.
Fue socio honorario del Círculo de la Prensa de Rosario.
Presentó y dialogó con los siguientes escritores en actos públicos: Jorge Luis Borges, Ernesto Sabato, Mario Vargas Llosa, María Esther de Miguel, Marcos Aguinis, José Ignacio García Hamilton, Juan José Sebreli, Silvina Bulrich, Tomás Eloy Martínez, Federico Andahazi, Bernardo Ezequiel Koremblit, Mariano Grondona, Jaime Barylko, Julián Marías, entre otros.[cita requerida]